# Roger Le Tourneau
 (novembre 2016).
Si vous disposez d'ouvrages ou d'articles de référence ou si vous connaissez des sites web de qualité traitant du thème abordé ici, merci de compléter l'article en donnant les références utiles à sa vérifiabilité et en les liant à la section « Notes et références ».
Roger Le Tourneau, né le 2 septembre 1907 à Paris, mort le 7 avril 1971 à Aix-en-Provence, est un historien et orientaliste français, spécialiste de l'Afrique du Nord.

## Biographie

### Jeunesse et études
Roger Le Tourneau grandit à Paris dans une famille d'origine angevine, il fait ses études secondaires à l’école Massillon et au lycée Charlemagne. Brillant élève, il obtient le premier prix de la version latine du Concours général, et en 1927 il est reçu cinquième au concours d'accès à l’École normale supérieure de la rue d'Ulm. Il devient agrégé de lettres en 1930.

### Parcours professionnel
Ayant un intérêt pour l'Afrique du Nord à la suite d'un voyage d'étudiants organisé par l'École normale supérieure, et comme il était dispensé du service militaire à cause d'une maladie d'enfance, il demande un poste au Maroc. C'est ainsi qu'il est nommé à Fès au Collège Moulay Idriss à la rentrée scolaire d'octobre 1930. Il s’intéresse très vite à la ville de Fès et à la civilisation arabo-musulmane, Il se met à apprendre l'arabe dialectal ainsi que l'arabe classique, et découvre la vie de la médina. Sur les traces de Louis Massignon, avec Paye et Marcel Vicaire, le capitaine Guyot lui servant d'interprète, il étudie les vieilles corporations d'artisans.
C'est dans ce contexte qu'il conçoit le projet de sa thèse de doctorat, qui devait avoir pour titre Fès avant le Protectorat, mais qu'il lui faudra plusieurs années à achever car on lui confie rapidement de nouvelles responsabilités : le Résident général au Maroc, le général Noguès, ainsi que le Directeur de l'Instruction publique Jean Gotteland, le nomment en 1935 (à 28 ans) directeur du Collège Moulay Idriss. 
La défaite de juin 1940 change la situation en Afrique du Nord. Appelé par l'amiral Esteva, Roger le Tourneau accepte d'assumer la charge de directeur de l'Instruction publique en Tunisie en mars 1941. Mais sa liberté d'esprit ne tarde pas à lui attirer la suspicion puis la haine de ceux qui misaient sur la victoire de l'Axe. Après le 8 novembre 1942 et le débarquement des Allemands en Tunisie, il est arrêté en février 1943, puis déporté en Allemagne, d'où il est remis aux autorités de Vichy. Il est destitué sans traitement et il sera assigné à résidence à plus de cent kilomètres de Paris. Il s'installe chez un oncle à Mortagne. Il parvient malgré tout à s'en sortir grâce à l'action de son ami Jérôme Carcopino, directeur de l'École normale, et finit par obtenir un poste d'enseignant au lycée de Rouen à la rentrée d'octobre 1943.
Ne supportant pas la vie sous l'Occupation, il songe à rejoindre l'Afrique du Nord. Il profite du congé du 1er mai 1944 pour tenter la traversée des Pyrénées par le Val d'Aran, mais il est arrêté par la police espagnole et emprisonné au camp de Miranda de Ebro avant de pouvoir rejoindre le Maroc en août 1944 où il retrouve sa femme et ses enfants qui y étaient revenus après la libération de Tunis.
Souhaitant se mettre au service du Gouvernement provisoire, il sera ignoré pour cause d'avoir été haut fonctionnaire du gouvernement de Vichy. Il reste sans emploi et sans traitement jusqu'en octobre 1945. 
Son maître et ami, Robert Montagne, directeur de l'Institut des hautes études d'administration musulmane à Paris, le prend alors comme adjoint et directeur des études. C'est là qu'il achève ses thèses, la principale sur Fès, la complémentaire sur Damas de 1075 à 1154 (traduction d'une partie des Chroniques d'Ibn al-Qalanisi). Il les soutient à la Sorbonne en 1948 devant un jury présidé par Évariste Lévi-Provençal.
Il est nommé professeur à la faculté des lettres d'Alger (1947), ce qui lui permet d'acquérir une connaissance personnelle des trois pays du Maghreb. Il enseigne également à l'Institut d'études politiques de Paris, dans le cadre d'un cours sur les questions relatives à l'empire colonial français. Après les débuts de l'insurrection pour l'indépendance en Algérie, il rejoint la faculté de lettres d'Aix-en-Provence en tant que professeur (1957). C'est là qu'il créé un centre d'études islamiques.
Il contribue activement au Centre d'études des sociétés méditerranéennes, dont il prendra la direction, faisant de ce centre un des plus riches en ouvrages et documentation sur l'Afrique du Nord. Roger Le Tourneau a aussi tenu une chronique politique dans l'Annuaire de l'Afrique du Nord de 1962 à 1969.
Il contribue à la création de la Revue de l'Occident musulman et de la Méditerranée (1966)
Il est davantage reconnu aux États-Unis qu'en France.[réf. nécessaire] Ainsi dès 1958, il effectuera régulièrement des missions d'enseignement à l'université de Princeton en tant qu'orientaliste.

## Principaux ouvrages
L'essentiel de son œuvre scientifique réside dans ses ouvrages et articles sur l'islam occidental.
Il contribue à l'ouvrage collectif sur l'histoire de l'Afrique du Nord avec Charles-André Julien (révision et mise à jour du second volume, 2ème édition, 1952).
Ses principaux ouvrages sont : Évolution politique de l'Afrique du Nord musulmane, 1920-1961, 1962, 503 p., et La vie quotidienne à Fès en 1900 (1965).

## Distinctions et prix
- Chevalier de la Légion d'honneur[4]
- Membre libre de l'Académie des sciences d'Outre-Mer[4]
- Prix Pierre Gentil de l'Académie française en 1967 pour La vie quotidienne à Fès en 1900